# Roberto Bonola
Pour les articles homonymes, voir Bonola.
Roberto Bonola (né le 14 novembre 1874 à Bologne et mort le 16 mai 1911 ibid.) est un historien des mathématiques italien.

## Biographie
Bonola a étudié à l'université de Bologne (diplôme Laurea en 1898 avec un travail sur la géométrie non euclidienne) sous la direction de Federigo Enriques. Il a ensuite travaillé comme assistant d'Enriques à l'université avant de devenir professeur à la Scuola Normale de Palerme (Petralia Sottana) en 1900 et à Pavie en 1901, où il est également devenu assistant à l'université et professeur de géométrie projective et descriptive en 1908. En 1911, peu de temps avant sa mort, il est devenu professeur à l'Istituto Superiore de Magistero Femminile à Rome. Bonola est surtout connu pour son histoire de la géométrie non euclidienne (La geometria non euclidea. Esposizione storico critica del suo sviluppo, Bologne, Zanichelli), publiée en 1906 (réimpression 1975), publié en Angleterre par Horatio Scott Carslaw (de) (1912, Douvres réimprimé à partir de 1955 avec traductions d'œuvres de Nikolaï Ivanovitch Lobatchevski et János Bolyai) et publié pour la première fois en Allemagne en 1908 édité et complété par Heinrich Liebmann (de). 

## Publications
- Non-Euclidean geometry: a critical and historical study of its development (traduit par Horatio Scott Carslaw ), The Open Court Publishing Company, Chicago 1912 (anglais).
- Bonola est un des principaux éditeurs de la publication de l'Encyclopédie des mathématiques élémentaires et complémentaires (it), éditée par Hoepli.